# Rue Colette-Magny
La rue Colette-Magny est une voie du 19e arrondissement de Paris, en France.

## Situation et accès
La rue Colette-Magny est une voie publique située dans le 19e arrondissement de Paris. Elle débute rue de Cambrai et se termine rue Curial. 
La rue est desservie par la gare Rosa-Parks de la ligne E du RER et par la ligne 3b du tramway d'Île-de-France sur le parvis Rosa-Parks, via un cheminement piéton passant par la rue Henri-Verneuil.
Le côté impair est numéroté de 1 à 21, le côté pair est numéroté de 2 à 26.

## Origine du nom

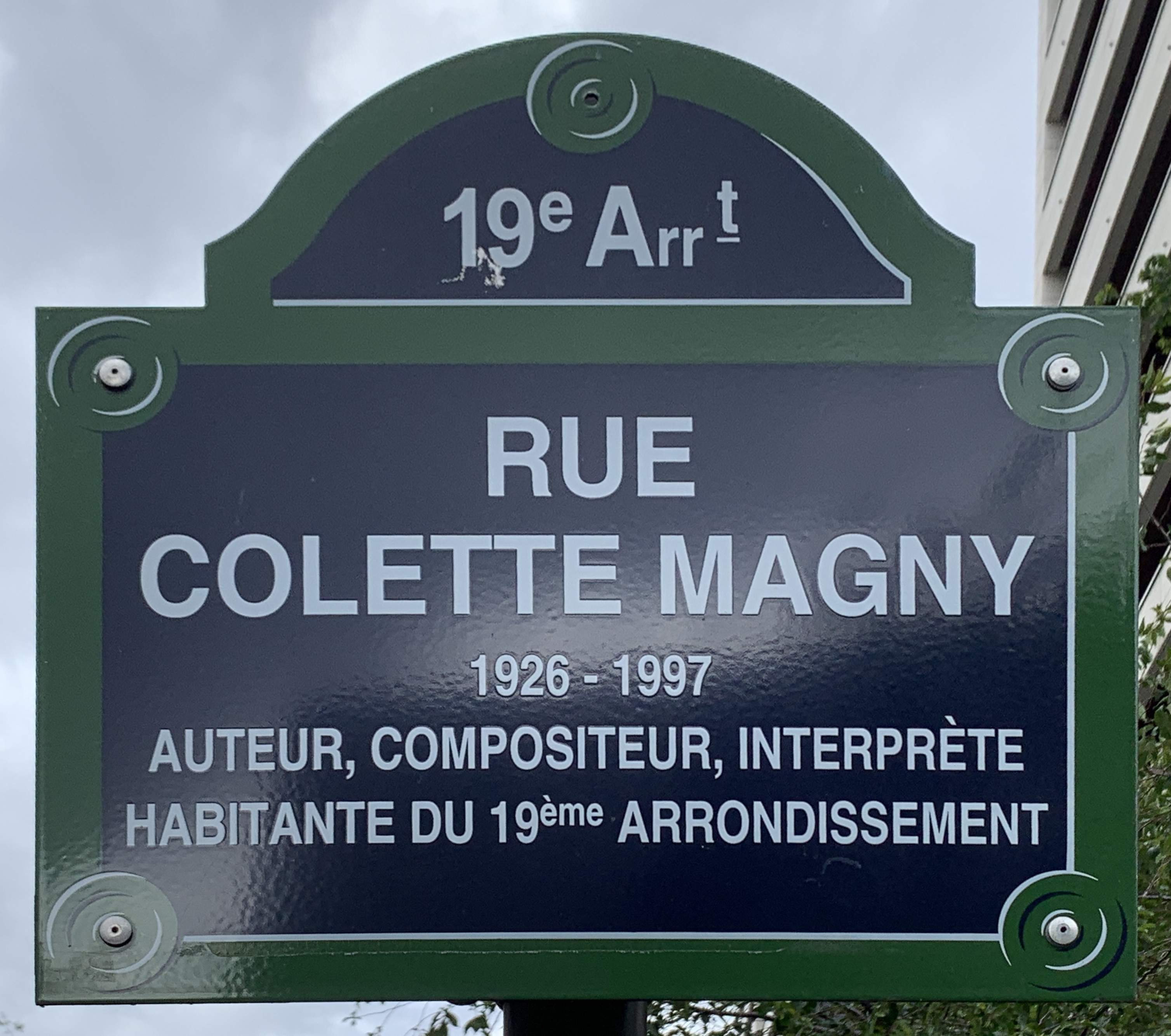
Plaque de la rue.

Elle porte le nom de Colette Magny, chanteuse et auteure-compositrice-interprète (1926-1997), habitante du 19e arrondissement. 

## Historique
Cette voie prend le nom de Colette Magny en 2013, choisi par les habitants du quartier.

## Bâtiments remarquables et lieux de mémoire
- Un point information jeunesse est localisé au 16 de la rue[1].
- L'église Saint-Luc de Paris se situe à proximité, rue de l'Ourcq, via le passage Wattieaux à l'est de la rue.